# بابلو تامبوريني
بابلو أندريس تامبوريني برافو (بالإسبانية: Pablo Tamburrini)‏ (مواليد 30 يناير 1990) هو لاعب كرة قدم فلسطيني تشيلي المولد ويلعب حالياً لنادي سان لويس دي كيوتا في الدوري التشيلي الدرجة الممتازة.

## روابط خارجية
- بابلو تامبوريني على موقع قاعدة بيانات كرة القدم.إي يو (الإنجليزية)
- بابلو تامبوريني على موقع ناشيونال فوتبول تيمز (الإنجليزية)
- بابلو تامبوريني على موقع Soccerway.com (الإنجليزية)
- بابلو تامبوريني على موقع عالم كرة القدم.نت (الإنجليزية)
- بابلو تامبوريني على موقع كووورة
- بابلو تامبوريني على موقع AS.com (الإسبانية)